# Kutner

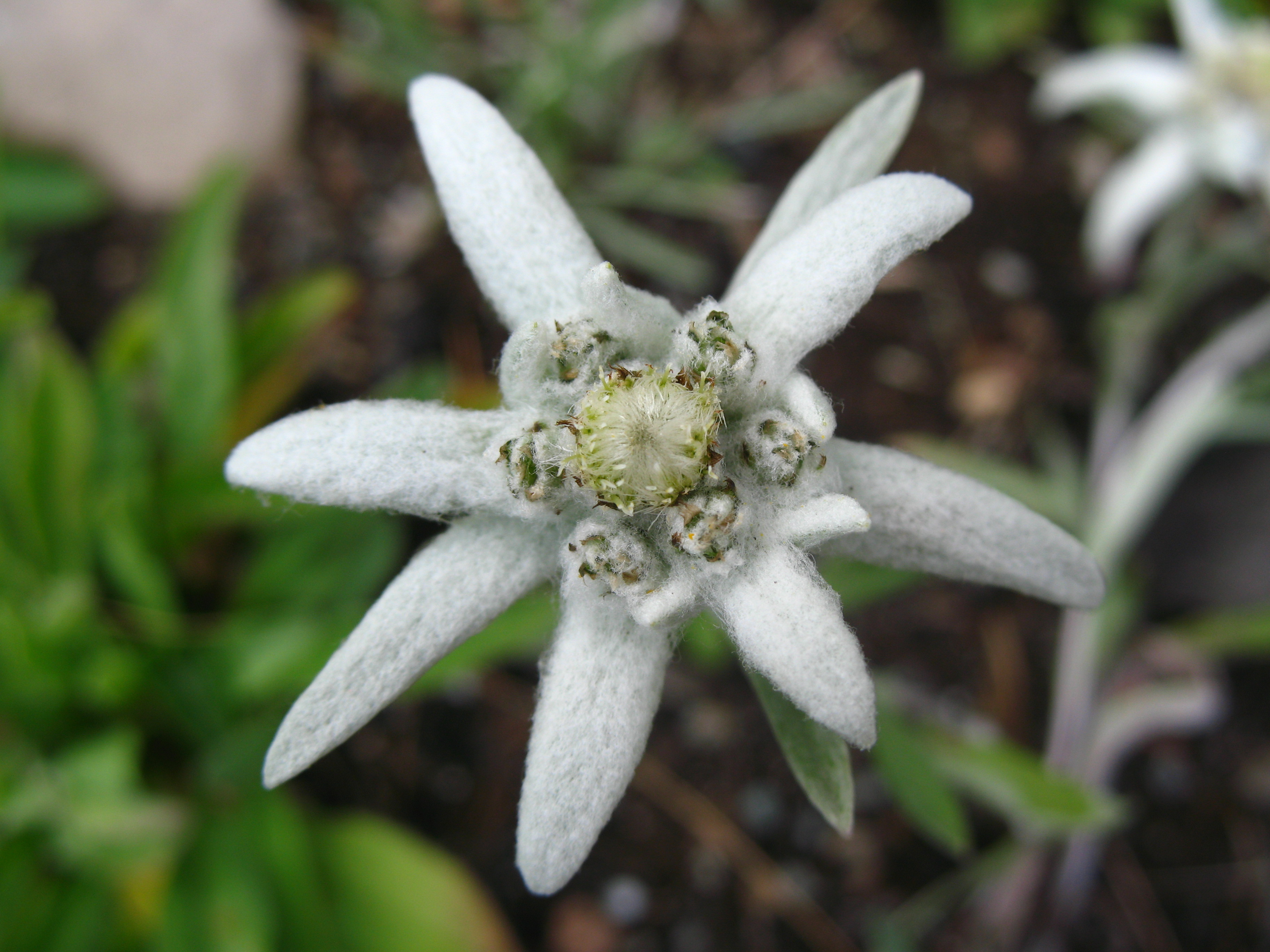
Szarotka alpejska pokryta filcowatym kutnerem

Kutner (ang. tomentose, łac. tomentosus) – gęste, poplątane włoski okrywające liście, łodygę i owoce u niektórych roślin. Kutner może pokrywać całą roślinę lub tylko niektóre jej części. 
Zadaniem kutneru jest ochrona rośliny przed zimnem, nadmiernym parowaniem, zbyt silnym nasłonecznieniem czy wysuszającym wiatrem. Kutner silnie rozprasza światło, dlatego części roślin pokryte kutnerem są matowe, często przybierają srebrzyste lub szare zabarwienie.
Pokryte kutnerem są np. takie rośliny jak: szarotka alpejska czy dziewanna kutnerowata. Wiele gatunków roślin pokrytych kutnerem nosi nazwy naukowe odnoszące się do tej cechy, np. Achillea tomentosa, Aristolochia tomentosa, Opuntia tomentosa, Paulownia tomentosa, Rhodomyrtus tomentosa oraz Uncaria tomentosa.